# Вадим (фільм)
«Вади́м» — російський німий фільм 1910 року режисера Петра Чардиніна. Знятий на основі однойменного незакінченого історичного роману юнацького періоду творчості
М. Ю. Лермонтова. Іноді демонструвався під назвами «Повість з часів Пугачова» і «Боярин Паліцин». Прем'єра відбулася 2 жовтня 1910 року.

## Сюжет
Події фільму відбуваються в період Селянської війні 1773—1775 років в околицях Тархан. Серед убитих повстанцями були поміщики капітан Столипін, батько хрещеного Михайла Лермонтова підпоручик Василь Хотяїнцев. Але в Омеляна Пугачова служили й місцеві дворяни, які бажають помститися сусідам, які так чи інакше раніше образили їх сім'ї.
Поміщик Паліцин (Чардинін) довго й успішно судиться зі своїм сусідом. Тяганина привела того до розорення. Він помер, залишивши сиротами дітей — горбатого юнака Вадима (Сперанський) і трирічну Ольгу. Для того, щоб уникнути осуду, Паліцин бере дівчинку в вихованиці. Юнак клянеться помститися кривдникові і залишає ці краї.
Проходить кілька років. Ольга (Гончарова) стає красунею і об'єктом жадання похилого Паліцина. Приходить час помсти. Повернувшись на Батьківщину і не впізнаний Вадим надходить до боярина в холопи. Незабаром він відкриває Ользі правду про справжню сім'ю. Дівчина погоджується допомагати Вадиму. Тим часом у маєток повертається молодший Паліцин — син Юрій. Ольга закохується в молодого поміщика і відмовляється допомагати рідному брату. Остаточно озлоблений Вадим вирішує покінчити з усією ненависної сім'єю. Він йде до табору Пугачова, щоб пізніше повернутися в садибу Паліцина та помститися.

## У ролях
- Петро Чардинін — боярин Паліцин
- Олександра Гончарова — Ольга, вихованка Паліцина
- Андрій Громов — Юрій, син Паліцина
- Микола Сперанський — Вадим, брат Ольги
- Павло Бірюков — Федосійович

## Художні особливості
Літературознавець Валентина Рогова на основі вивчених архівних джерел робить висновок, що картина сповнена щирого співчуття і до лиходіям, і до їх жертв. Можливо, що саме в цьому її моральна сила. У картині, як і в повісті, домінує філософський принцип «подвійного співчуття» Фрідріха Шиллера. Протагоніст навіть за допомогою розбійників не зміг помститися Паліцину за смерть батька і розорення наслідного маєтку. Його доля — духовна самотність. Засліплений жорстокістю, Вадим втратив останню надію на людське щастя: від нього, кривобокого горбаня, відвернулася навіть рідна сестра. «Дива не сталося. Лермонтов пророчо слідував історичній правді, Чардинін — духу його твору».

## Критика
Преса початку XX століття була сповнена захопленими рецензіями.
- Друкований Робертом Перський «Кіножурнал» («Жива фотографія») писав: «Картина вдалася на славу. Виконана вона у всіх відносинах блискуче. Технічна частина не залишає бажати нічого кращого. Декорації майже немає — все розіграно на природі»[2].
- Головний орган російської кіножурналістики «Синефоно» Самуїла Лур'є констатував: «Фільм справив величезне враження тим, що далеко випередив усі попередні постановки, блиснувши деякими прямо-таки ефектними, в сенсі перспективи, місцями. Ця картина далеко залишає за собою все, створене нами до цих пір»[3].
- В умовах крайньої швидкості знімального процесу раннього кіно, Петро Чардинін зробив творчий прорив — не допустив жодної трафаретності. «Виступивши в трьох іпостасях: сценариста, режисера і в ролі боярина Бориса Паліцина, він створив кращу дореволюційну екранізацію лермонтовського твору»[4].